# 塩川達也
塩川 達也（しおかわ たつや、1983年3月15日 - ）は、兵庫県神戸市垂水区出身の元プロ野球選手（内野手）。右投右打。

## 経歴

### プロ入り前
1998年に神戸国際大学附属高等学校へ進学、県大会ベスト4まで進んだ。2001年に東北福祉大学へ進学すると、2年春からレギュラーとなり、2年春の仙台六大学野球連盟では三冠王・盗塁王を同時に獲得したほか、4年秋最優秀選手でベストナインを6度（遊撃手：5度・三塁手：1度）受賞した。4年時の第53回全日本大学野球選手権大会では主将として出場し、チームを日本一へ輝いた。同年開催の第33回日米大学野球選手権大会にも選出され、主将を務めた。
2004年のドラフト会議にて、2005年から創設される東北楽天ゴールデンイーグルスから5巡目で指名され、入団。創設年では唯一となる、地元にゆかりのある選手となった。新人ながら背番号1を与えられた。

### プロ入り後
2005年は内野のレギュラー候補として期待されるが、一軍出場は無かった。二軍では遊撃手を中心に内野の全ポジションを守り、打率.274を記録した。
2006年は沖原佳典の不調によって、西村弥・草野大輔と遊撃手のレギュラーを争い、結果として最多の出場機会を獲得した。同年6月1日の対阪神タイガース戦（阪神甲子園球場）でプロ初出場を果たし、プロ初安打を放った。6月4日の対中日ドラゴンズ戦（フルキャストスタジアム宮城）ではプロ初先発出場。9月27日の対オリックス・バファローズ戦（スカイマークスタジアム）では、岸田護からプロ初本塁打を放つ。2006年7月5日、ブログ「全力疾走」を開設した。2007年度に球団が実施した小学校訪問は6校だったが、うち4校に参加した。これは楽天選手の中では最多で、安部理のブログでは「ミスター学校訪問」と呼ばれた。本人もこのような交流活動について「けっこう好き」と、2006年07月05日付のブログで記述している。
同年終了後からスイッチヒッターに転向。10月24日の湘南シーレックス戦（フェニックスリーグ）の6回・第3打席にて、実戦初の左打席に立ったが2打席無安打に終わった。
2007年4月21日の対千葉ロッテマリーンズ戦（フルキャストスタジアム宮城）で、小宮山悟から左打席での公式戦初安打を放つ。課題だった打撃も前年より打率を落とし、渡辺直人が遊撃のレギュラーに、草野大輔が三塁のレギュラーに定着したため出場機会が激減した。そのため、代走と三塁の守備固めとしての起用が中心だったが、細かな怪我の多い高須洋介に代わって二塁手としても出場するなど、二塁手・三塁手・遊撃手の3ポジションを各20試合以上守り、重要な控えの内野手として開幕から一軍に帯同し続けた。
2008年も前年と同じく主に代走・守備固めに起用された。外野守備にも挑戦したが、打撃はさらに打率を落とした。
2009年は調子を落とす一方だったスイッチヒッターから右打ち専門に再転向。高須洋介に代わって昇格すると、同年5月27日の対中日ドラゴンズ戦で8番・二塁手として出場し、2打点を挙げて田中将大の開幕7連勝をアシストした。7月に降格された後は再昇格がないままシーズンを終えた。この年は出塁率が打率よりも低いという珍しい成績になった。
2010年は一度も一軍昇格がなかった。シーズン終了後、岩村明憲の加入に伴い、背番号を6に変更。
2011年も一軍では4試合の出場にとどまり、同年11月14日に戦力外通告を受け、引退。

### 引退後
2012年より、楽天イーグルスJr.コーチに就任。
2015年からは楽天時代のチームメイト、木谷寿巳・有銘兼久と共に社会人野球のクラブチーム、TFUクラブに加入してプレーしている。同年の第40回全日本クラブ野球選手権第2次予選東北大会では首位打者賞を獲得（15打席10打数6安打、打率.461）。
2017年11月6日、2018年は楽天の一軍戦略・内野コーチを務めることが発表された。その後、2019年は二軍内野守備走塁コーチを、2020年は一軍内野守備走塁コーチを、2021年と2022年は二軍内野守備走塁コーチを務め、2023年からは再び一軍内野守備走塁コーチを務める。

## 選手としての特徴・人物
俊足強肩の遊撃手だが、二塁手・三塁手としての出場も多く、2006年は1試合だけ右翼手、2008年には中堅手を守ったことがある。一度だけ一塁手として出場したこともあり、投手以外ならどこでも守ることができるユーティリティープレイヤーとして期待されていた。2008年に外野守備に就いた際は、鉄平のグラブを借りた。
2006年 - 2008年の盗塁数はいずれも5と少なかったが足は速く、走塁技術もチーム随一の上手さを誇る。2008年5月21日の対中日ドラゴンズ戦では8回裏に代走で起用され、二盗・三盗を決めて勝利に貢献した。監督の野村克也は「あの子（塩川）はしっかりしている。いつもベンチで（盗塁の）タイミングの練習をしている。（走り出す時の）思い切りも良い」と絶賛した。
2006年にはスイッチヒッターに転向したが、2006年8月のある日、室内での打撃練習中にストレッチをかねて左打席に入って練習していたところ、橋上秀樹の目に留まり、転向を進められたことによる。
小学生時代、少年野球で松原タニシ（芸人）とバッテリーを組んでいた。

## 詳細情報

### 年度別打撃成績
| 年 度     | 球 団     | 試 合 | 打 席 | 打 数 | 得 点 | 安 打 | 二 塁 打 | 三 塁 打 | 本 塁 打 | 塁 打 | 打 点 | 盗 塁 | 盗 塁 死 | 犠 打 | 犠 飛 | 四 球 | 敬 遠 | 死 球 | 三 振 | 併 殺 打 | 打 率 | 出 塁 率 | 長 打 率 | O P S |
| --------- | --------- | ----- | ----- | ----- | ----- | ----- | -------- | -------- | -------- | ----- | ----- | ----- | -------- | ----- | ----- | ----- | ----- | ----- | ----- | -------- | ----- | -------- | -------- | ----- |
| 2006      | 楽天      | 69    | 212   | 190   | 16    | 41    | 3        | 0        | 1        | 47    | 6     | 5     | 2        | 8     | 1     | 10    | 0     | 3     | 44    | 5        | .216  | .265     | .247     | .512  |
| 2007      | 楽天      | 84    | 113   | 95    | 19    | 18    | 2        | 0        | 0        | 20    | 4     | 5     | 3        | 8     | 1     | 9     | 0     | 0     | 25    | 2        | .189  | .257     | .211     | .468  |
| 2008      | 楽天      | 82    | 52    | 43    | 18    | 7     | 1        | 1        | 0        | 10    | 1     | 5     | 3        | 5     | 0     | 4     | 0     | 0     | 11    | 2        | .163  | .234     | .233     | .467  |
| 2009      | 楽天      | 24    | 20    | 18    | 2     | 3     | 0        | 0        | 0        | 3     | 2     | 1     | 0        | 1     | 1     | 0     | 0     | 0     | 5     | 3        | .167  | .158     | .167     | .325  |
| 2011      | 楽天      | 4     | 5     | 5     | 1     | 1     | 0        | 0        | 0        | 1     | 0     | 0     | 0        | 0     | 0     | 0     | 0     | 0     | 3     | 0        | .200  | .200     | .200     | .400  |
| 通算：5年 | 通算：5年 | 263   | 402   | 351   | 56    | 70    | 6        | 1        | 1        | 81    | 13    | 16    | 8        | 22    | 3     | 23    | 0     | 3     | 88    | 12       | .199  | .253     | .231     | .485  |

### 年度別守備成績
| 年 度 | 一塁  | 一塁  | 一塁  | 一塁  | 一塁  | 一塁     | 二塁  | 二塁  | 二塁  | 二塁  | 二塁  | 二塁     | 三塁  | 三塁  | 三塁  | 三塁  | 三塁  | 三塁     | 遊撃  | 遊撃  | 遊撃  | 遊撃  | 遊撃  | 遊撃     | 外野  | 外野  | 外野  | 外野  | 外野  | 外野     |
| 年 度 | 試 合 | 刺 殺 | 補 殺 | 失 策 | 併 殺 | 守 備 率 | 試 合 | 刺 殺 | 補 殺 | 失 策 | 併 殺 | 守 備 率 | 試 合 | 刺 殺 | 補 殺 | 失 策 | 併 殺 | 守 備 率 | 試 合 | 刺 殺 | 補 殺 | 失 策 | 併 殺 | 守 備 率 | 試 合 | 刺 殺 | 補 殺 | 失 策 | 併 殺 | 守 備 率 |
| ----- | ----- | ----- | ----- | ----- | ----- | -------- | ----- | ----- | ----- | ----- | ----- | -------- | ----- | ----- | ----- | ----- | ----- | -------- | ----- | ----- | ----- | ----- | ----- | -------- | ----- | ----- | ----- | ----- | ----- | -------- |
| 2006  | -     | -     | -     | -     | -     | -        | 9     | 18    | 22    | 0     | 4     | 1.000    | 5     | 2     | 6     | 0     | 0     | 1.000    | 57    | 80    | 151   | 8     | 29    | .967     | 1     | 2     | 0     | 0     | 0     | 1.000    |
| 2007  | -     | -     | -     | -     | -     | -        | 26    | 33    | 43    | 0     | 10    | 1.000    | 29    | 8     | 16    | 0     | 2     | 1.000    | 24    | 26    | 53    | 2     | 12    | .975     | -     | -     | -     | -     | -     | -        |
| 2008  | 1     | 1     | 0     | 0     | 0     | 1.000    | 20    | 7     | 14    | 1     | 2     | .955     | 41    | 6     | 11    | 0     | 3     | 1.000    | 9     | 6     | 20    | 0     | 4     | 1.000    | 6     | 3     | 1     | 0     | 0     | 1.000    |
| 2009  | -     | -     | -     | -     | -     | -        | 20    | 18    | 21    | 1     | 4     | .975     | -     | -     | -     | -     | -     | -        | 2     | 1     | 0     | 0     | 0     | 1.000    | 1     | 1     | 0     | 0     | 0     | 1.000    |
| 2011  | -     | -     | -     | -     | -     | -        | -     | -     | -     | -     | -     | -        | -     | -     | -     | -     | -     | -        | -     | -     | -     | -     | -     | -        | 1     | 1     | 0     | 0     | 0     | 1.000    |
| 通算  | 1     | 1     | 0     | 0     | 0     | 1.000    | 70    | 76    | 100   | 2     | 20    | .989     | 75    | 16    | 33    | 0     | 5     | 1.000    | 92    | 113   | 224   | 10    | 45    | .971     | 9     | 7     | 1     | 0     | 0     | 1.000    |

### 記録
初記録
- 初出場：2006年6月1日、対阪神タイガース3回戦（阪神甲子園球場）、7回表に愛敬尚史の代打で出場
- 初打席・初安打：同上、7回表にジェフ・ウィリアムスから左前安打
- 初先発出場：2006年6月4日、対中日ドラゴンズ6回戦（フルキャストスタジアム宮城）、7番・右翼手で先発出場
- 初安打：2006年6月13日、対阪神タイガース4回戦（フルキャストスタジアム宮城）、4回裏に井川慶から右前適時打
- 初盗塁：同上、8回裏に二盗（投手：ジェフ・ウィリアムス、捕手：矢野輝弘）
- 初本塁打：2006年9月27日、対オリックス・バファローズ20回戦（スカイマークスタジアム）、8回表に岸田護から左越ソロ

### 背番号
- 1（2005年 - 2010年）
- 6（2011年）
- 86（2018年 - ）

### 登場曲
- 『Make-up Shadow』井上陽水（2007年）
- 『come again』m-flo（2008年 - 2011年）